# Mount Bagshawe
Mount Bagshawe är ett berg i Antarktis. Det ligger i Västantarktis. Argentina, Chile och Storbritannien gör anspråk på området. Toppen på Mount Bagshawe är 2 200 meter över havet.
Terrängen runt Mount Bagshawe är platt åt sydost, men åt nordväst är den kuperad. Mount Bagshawe är den högsta punkten i trakten. Trakten är obefolkad. Det finns inga samhällen i närheten.